# Miraikan

Miraikan-Logo

Der Miraikan (jap. 日本科学未来館, Nippon kagaku miraikan) ist Japans Nationales Museum für Zukunftsforschung und Innovation. Es liegt im Stadtteil Odaiba des Tokioter Stadtbezirks Kōtō auf einer künstlichen Insel in der Tokioter Bucht. Es wurde am 9. Juli 2001 eröffnet.
Ausgestellt werden unter anderem eine Visualisierung der Daten des japanischen Seismografen-Netzes, technische Studien von Robotern und Autos, aber auch Objekte mit Lehrcharakter zum Beispiel zur Genetik. Etliche Ausstellungsstücke gibt es zur Raumfahrt, so auch eine chronologische Bildergalerie aller Menschen (und auch einiger Tiere wie Laika), die in den Weltraum geflogen sind. Unter ihnen befindet sich auch der japanische Astronaut Mamoru Mōri, der derzeitige Leiter des Miraikan. Der 6 Meter durchmessende Geo-Cosmos Globus ist das Wahrzeichen des Museums. Es ist eine hochauflösende Bildschirmsphäre, die aus 10.362 OLED Elementen von Mitsubishi Electric in Nagasaki zusammengefügt ist.
Das Museum ist beliebtes Ausflugsziel Tokioter Schulklassen.
Am 9. März 2015 besuchte die deutsche Kanzlerin Angela Merkel Miraikan.

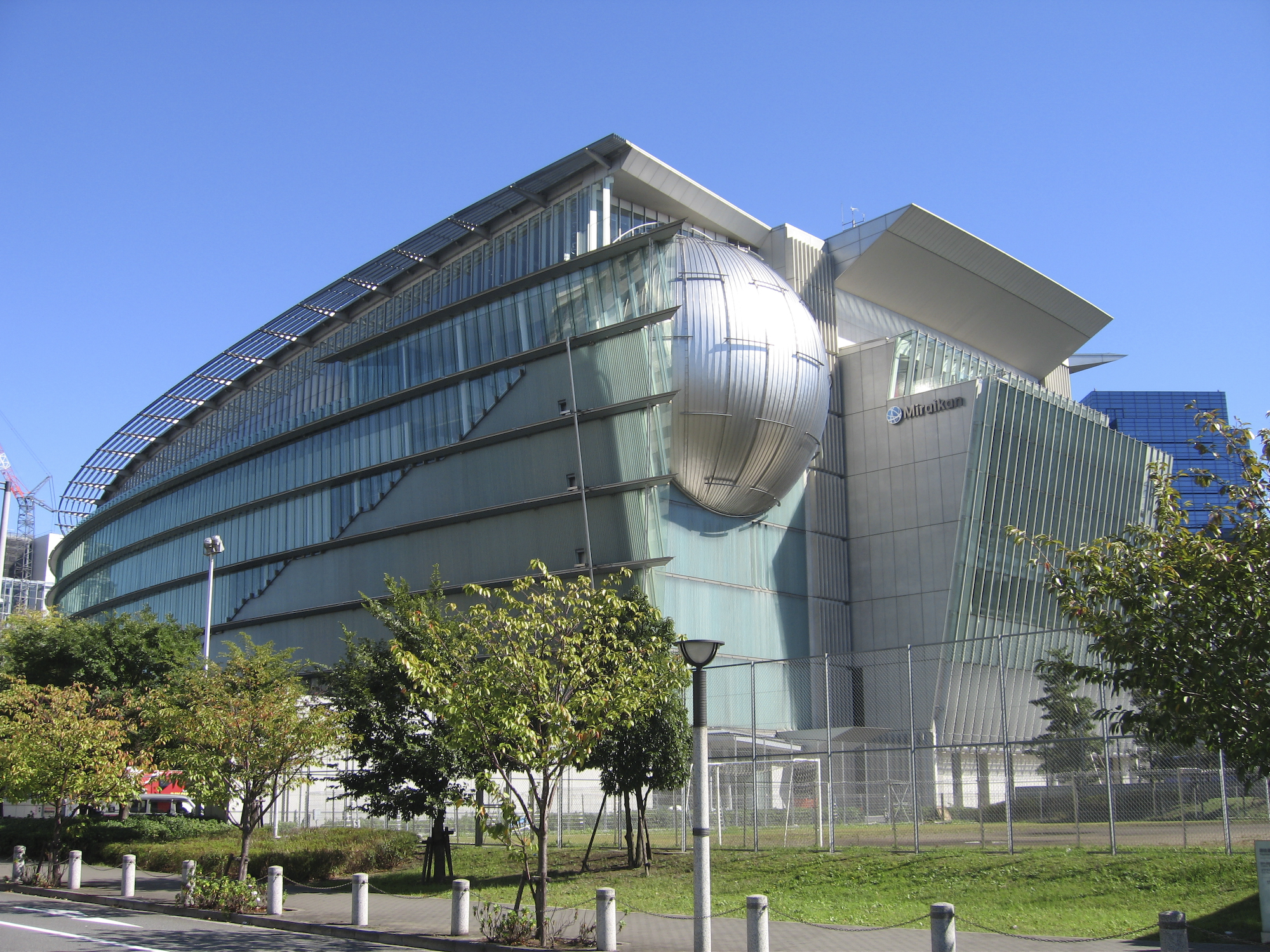
Das Gebäude des Miraikan
Eingangsbereich
Exponate und digitaler Globus "Geo-Cosmos" im Hintergrund